# EasyTAG
EasyTAG est un éditeur de métadonnées, libre, pour GNU/Linux et Windows distribué sous la licence publique générale GNU. Il est écrit en C et fonctionne avec GTK+.
La version 2.2.3 sortie le 22 juin 2014 est basée sur la version 3 de GTK+.
Au 13 juin 2022, la dernière version parue est la 2.4.3 en date du 5 décembre 2016. Depuis, un paquet Flatpak de ce logiciel, disponible sur FlatHub, a été créé et est maintenu.

## Fonctionnalités
- Supporte les formats : MP3, MP2 (en), Ogg Vorbis, FLAC, MPC, AAC et APE.
- Taggage automatique.
- Support de CDDB.
- Générateur de listes de lecture.